# پالخاش
پالخاش (به لاتین: Palkhash) یک منطقه مسکونی در جمهوری آذربایجان است که در شهرستان سیاه‌زن واقع شده‌است.